# آسف على الإزعاج (فلم)
آسف على الإزعاج فيلم من إنتاج عام 2008 بطولة النجم الكوميدي أحمد حلمي ويشاركه في الفيلم كلا من منة شلبي ودلال عبد العزيز ومحمود حميدة.

## أحداث الفيلم
يبدأ الفيلم كأي فيلم لأحمد حلمي مشبعًا بإيفيهات كوميدية لا تعتمد على كوميديا الموقف من قريب أو من بعيد. كل شيء ينبأ بأنه فيلم كوميدي آخر، حيث يروي الفيلم قصة حسن صلاح الدين مهندس الطيران الناجح، الذي يحاول أن يتعرف على فريدة (منة شلبي) وينصحه والده (محمود حميدة). حتى جاءت المفاجأة الحاسمة. عندما يقرر المؤلف أيمن بهجت قمر أن يقدم صدمة العمر. لطمة قوية هي تلك التي تلقاها المشاهدين في الربع الأخير من الفيلم.
أغنية الفيلم الرئيسية جاءت قوية ومليئة بالمشاعر من المطربة شيرين وجاء توقيت عرضها مناسبًا وقويًا للغاية.
كذلك يعتبر الفيلم من أقوى أفلام جيل الشباب لشموله على قصة واقعية، لكن تؤخذ عليه ملاحظة نهايته حيث أتت نهاية سعيدة حتى لا يخرج المشاهد من السينما وهو حزين.

## نقد الفيلم
يعد الفيلم أول فيلم مصري يناقش مرض الفصام ومن منظور المريض أيضًا، وقال الناقد الفني طارق الشناوي للجزيرة نت إنها المرة الأولى في تاريخ الدراما التي يغامر فيها ممثل بحجم أحمد حلمي بفكرة جريئة وغير تقليدية، وبفيلم تراجيدي يتحدث عن مأساة في وقت يراهن الجميع فيه على الكوميديا وشباك التذاكر.

## الممثلين
- أحمد حلمي: حسن
- محمود حميدة: والد حسن
- منة شلبي: فريدة
- دلال عبد العزيز: والدة حسن
- محمد شرف: الرجل الأعمى (نسيم)
- يوسف عيد: بائع الأعلام
- ياسر الطوبجي
- وائل علاء: جارسون مطعم فايكنج رستوران
- عمرو ممدوح
- سامي مغاوري: الطبيب النفسي
- محمد السعدني
- أحمد فؤاد سليم: مدير شركة المحركات
- طارق التلمساني: صاحب شركة طيران أجنبية
- رؤوف مصطفى
- رضا إدريس: السايس
- هاني الصباغ

## وصلات خارجية
- مقالات تستعمل روابط فنية بلا صلة مع ويكي بيانات